# Olga Karlatos
Olga Karlatos (Griego: Όλγα Καρλάτου; Olga Vlassopulos: n. Atenas, 20 de abril de 1947) es una actriz griega, conocida principalmente por sus intervenciones en el cine de terror italiano.

## Trayectoria artística
Intervino en 45 producciones para cine y televisión hasta mediados de los 90. Entre sus películas figuran: Keoma, uno de los últimos spaghetti westerns, junto a Franco Nero; Zombi II, de Lucio Fulci;
Murder Rock; Purple Rain, musical protagonizado por Prince;
My Friends; y Érase una vez en América.

## Vida personal
Estuvo casada con Nikos Papatakis desde 1967 hasta su divorcio en 1982; posteriormente se casó con Arthur Rankin, Jr. De su primer matrimonio tuvo a su hijo, Serge Papatakis. En 2007 se graduó en leyes en la Universidad de Kent y fue admitida en la Bermuda Bar Association en 2010.

## Filmografía seleccionada
- Amici miei
- Keoma, de Enzo G. Castellari, en el papel de Lisa
- Zombi II, de Lucio Fulci
- The Scarlet and the Black
- Murder Rock
- Purple Rain, en el papel de la madre
- My Friends
- Érase una vez en América (1984), de Sergio Leone